# Maurice White

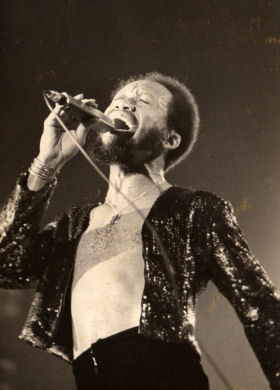
Maurice White in München (1975)

Maurice White (* 19. Dezember 1941 in Memphis, Tennessee; † 3. Februar 2016 in Los Angeles, Kalifornien) war ein US-amerikanischer Musiker und der Gründer der amerikanischen Funk-, Soul- und R&B-Band Earth, Wind and Fire.

## Leben und Karriere
Maurice White wuchs in Memphis auf und lebte dort bei seiner Großmutter. Seine Mutter Edna wohnte mit ihrem Ehemann Verdine Adams Sr. und sechs Kindern aus dieser Ehe in Chicago, wo Maurice sie regelmäßig besuchte. Im Alter von 14 Jahren spielte Maurice White zusammen mit seinem Freund Booker T. Jones in örtlichen Bands. Nach Abschluss der High School zog er zu seiner Familie nach Chicago, wo er sein Talent für das Schlagzeug entdeckte und in vielen Studioaufnahmen bei Chess Records als Drummer arbeitete. Dort lernte er auch den damaligen Bassisten Louis Satterfield kennen, der später bei Earth, Wind and Fire mitspielen sollte. White begann Musik am Chicago Conservatory of Music zu studieren.
Ramsey Lewis überredete White 1967, in seinem Jazz-Trio Drummer zu werden. White wollte jedoch eine eigene, größere Band und gründete 1969 die Salty Peppers. Nach einer Single mit dem Titel La La Time bei Capitol Records hoffte die Band dort auch ein Album aufnehmen zu können, wozu es aber nicht kam.
White, der mit der Musik der Salty Peppers unzufrieden war, wollte eine größere Gruppe mit anderer Musikrichtung gründen, eine Band, die stärker Funk, Soul und R&B spielte. Nach längeren Castings an der Westküste stellte er 1970 eine neunköpfige Band zusammen, die er Earth, Wind and Fire nannte. Maurice übernahm den Gesangspart, spielte Percussion und integrierte die Kalimba, ein afrikanisches Instrument, in den EW&F-Sound.
White komponierte, arrangierte und produzierte die meisten Titel der Gruppe, die bis 2003 15 Hit-Singles und 26 Gold- und Platin-Alben herausbrachte. Daneben arbeitete er mit vielen anderen Musikern zusammen, unter anderem mit The Emotions, Deniece Williams, Jennifer Holliday und Barbra Streisand.
Nachdem sich Earth Wind & Fire 1985 wegen musikalischer Differenzen vorübergehend aufgelöst hatten, nahm er sein erstes Soloalbum Maurice White auf. Die Single Stand by Me (eine Bearbeitung des "Ben E. King"-Klassikers) wurde ein kleiner Hit. Die Band setzte 1987 ihre Zusammenarbeit fort.
Aus gesundheitlichen Gründen beschloss White 1995, mit EW&F nicht mehr aufzutreten. Später gab er bekannt, dass er an der Parkinson-Krankheit leide. Dies hinderte ihn aber lange nicht daran, weiterhin für EW&F und andere Musiker Songs zu komponieren, zu produzieren und zu arrangieren.
Im März 2007 erschien sein Soloprojekt Interpretations: Celebrating the Music of Earth, Wind & Fire. Auf dieser CD wurden einige EWF-Klassiker von verschiedenen Musikern wie Chaka Khan, Kirk Franklin und Angie Stone neu interpretiert.
Maurice White starb am 3. Februar 2016 im Alter von 74 Jahren in seinem Haus in Los Angeles an den Folgen der Parkinson-Erkrankung.
Er hatte drei Kinder, eins davon mit seiner Ehefrau Marilyn.

## Diskografie

### Studioalben
| Jahr | Titel         | Höchstplatzierung, Gesamtwochen, AuszeichnungChartplatzierungen (Jahr, Titel, Platzierungen, Wochen, Auszeichnungen, Anmerkungen) | Höchstplatzierung, Gesamtwochen, AuszeichnungChartplatzierungen (Jahr, Titel, Platzierungen, Wochen, Auszeichnungen, Anmerkungen) | Anmerkungen                |
| Jahr | Titel         | US | R&B | Anmerkungen                |
| ---- | ------------- | --- | --- | -------------------------- |
| 1985 | Maurice White | US61 (19 Wo.)US | R&B12 (29 Wo.)R&B | Erstveröffentlichung: 1985 |

Weitere Alben
- 2019: Manifestation (posthum veröffentlicht)

### Singles
| Jahr | Titel Album                | Höchstplatzierung, Gesamtwochen, AuszeichnungChartplatzierungen (Jahr, Titel, Album, Platzierungen, Wochen, Auszeichnungen, Anmerkungen) | Höchstplatzierung, Gesamtwochen, AuszeichnungChartplatzierungen (Jahr, Titel, Album, Platzierungen, Wochen, Auszeichnungen, Anmerkungen) | Anmerkungen                |
| Jahr | Titel Album                | US | R&B | Anmerkungen                |
| ---- | -------------------------- | --- | --- | -------------------------- |
| 1985 | Stand by Me Maurice White  | US50 (13 Wo.)US | R&B6 (16 Wo.)R&B | Erstveröffentlichung: 1985 |
| 1985 | I Need You Maurice White   | US95 (1 Wo.)US | R&B30 (15 Wo.)R&B | Erstveröffentlichung: 1985 |
| 1985 | Lady Is Love Maurice White | — | R&B89 (3 Wo.)R&B | Erstveröffentlichung: 1985 |

Weitere Singles
- 1985: Switch On Your Radio